# Kara Walker
Kara Elizabeth Walker (26 de novembro de 1969) é uma pintora contemporânea americana, que atua produzindo instalação, gravura e colagem. Walker também é cineasta. Em sua prática, explora raça, gênero, sexualidade, violência e identidade. É mais conhecida por seus trabalhos de silhuetas de papel preto que muitas vezes ocupam salas inteiras de museus. Walker foi premiada a bolsa MacArthur em 1997, aos 28 anos, tornando-se um das pessoas mais jovens a receber o prêmio.
É a professora em Artes Visuais na Rutgers University desde 2015.
Walker é considerada um das artistas negras americanas mais proeminentes e aclamadas da atualidade em contexto internacional.

## Infância e educação
Walker nasceu em 1969 em Stockton, Califórnia. Ela e filha do artista e educador Larry Walker, com Gwendolyn, uma assistente administrativa.
A artista recebeu uma crítica positiva feita por jornalistas de arte do New York Times, em 2007, ampliando a visibilidade de sua carreria.
Quando Walker completou 13 anos, seu pai aceitou um cargo na Georgia State University, para a onde se mundou com a família.
A mudança foi um choque cultural para a jovem artista. Em nítido contraste com o ambiente multicultural da costa da Califórnia.
Walker recebeu seu bacharel em Belas Artes em 1991 pela Atlanta College of Art, e mestrado em Belas Artes, em 1994, pela Rhode Island School of Design em 1994.
Walker se lembra de refletir sobre a influência de seu pai em seu trabalho.

## Trabalho e carreira
Walker é mais conhecida por seus projetos panorâmicos de silhuetas de papel recortado, geralmente figuras negras contra uma parede branca, que abordam a história da escravidão americana e do racismo.

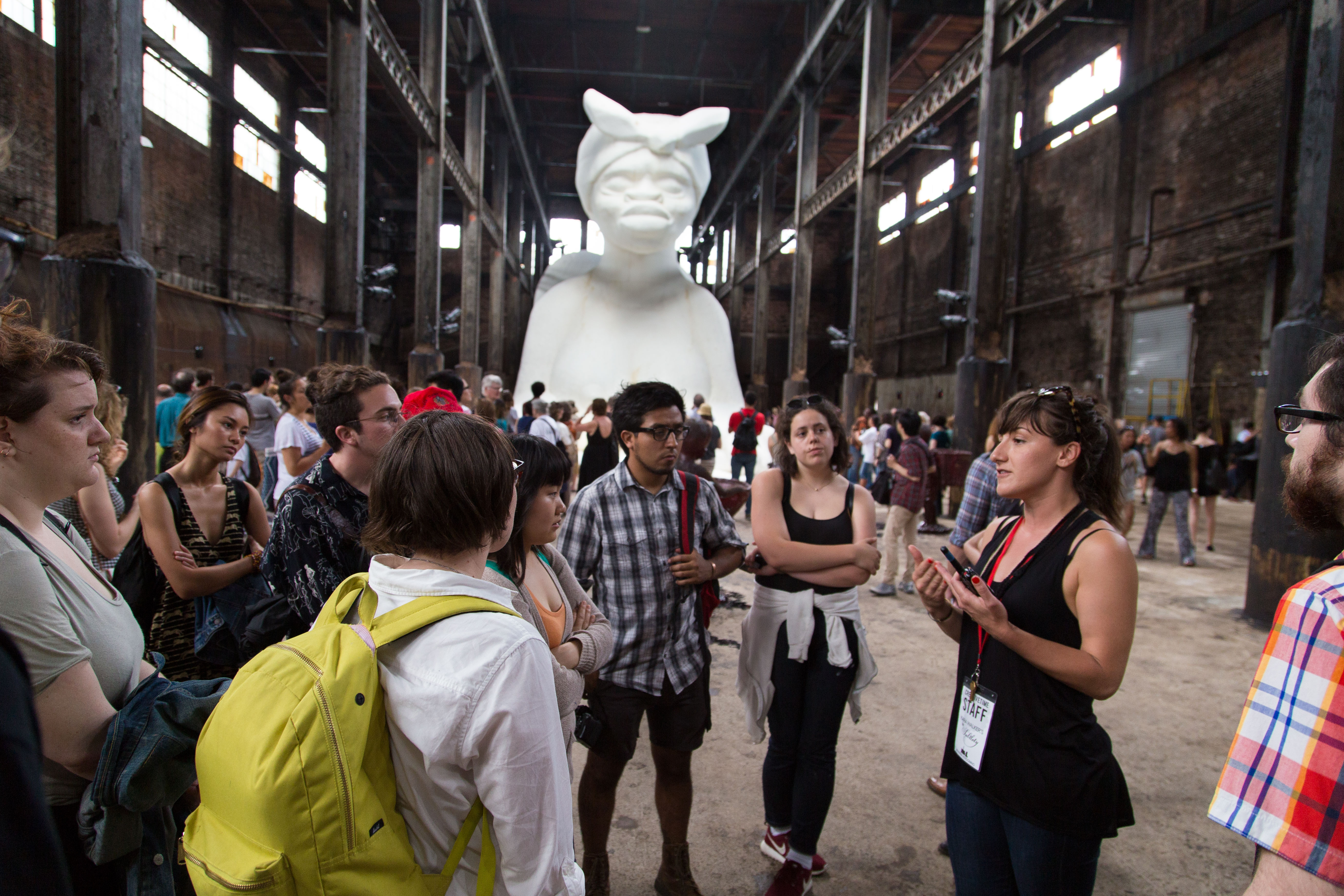
New York Arts Practicum, A Subtlety

Também produziu trabalhos em guache, aquarela, animação em vídeo, bonecos de sombra, projeções de "lanternas mágicas", bem como instalações escultóricas de grande escala.
Sua exploração do racismo na sociedade americana pode ser aplicada a outros países e culturas criando uma ligação entre às relações e marcadores de raça e gênero.
Suas influências incluem Andy Warhol, cuja arte Walker diz que admirava quando criança, Adrian Piper, e Robert Colescott.
As imagens da silhueta de Walker trabalham para unir referências do período Antebellum, ocorrido no sul dos Estados Unidos, levantando questões de identidade e gênero para mulheres afro-americanas em particular. Walker usa imagens de livros históricos para mostrar como as pessoas afro-americanas escravizadas foram retratadas durante o Antebellum. Walker usa essa tradição de retratos para criar personagens em um mundo de pesadelo, que revela a brutalidade do racismo e da desigualdade social.
Em entrevista ao Museu de Arte Moderna de Nova York, Walker afirmou:
"Acho que houve uma leve rebelião, talvez um pouco de desejo renegado que me fez perceber em algum momento da minha adolescência que eu realmente gostava de fotos, que contava histórias de coisas – pinturas de gênero, pinturas históricas – o tipo de derivados que obtemos na sociedade contemporânea”.

### Outros projetos
Para a temporada 1998-1999 na Ópera Estatal de Viena, a artista projetou um quadro em grande escala (176 m2) como parte da série de exposições "Safety Curtain". Em 2009, Walker realizou a curadoria do volume 11 da Merge Records ', intitulada Score!. Ainda, foi convidada pelo colega artista Mark Bradford em 2010 para desenvolver um conjunto de planos de aula gratuitos para professores de ensino fundamental ligados ao Museu J. Paul Getty. Neste projeto, Walker ofereceu uma aula em que os alunos e alunas da rede de ensino do estado da California colaboraram em uma história trocando mensagens de texto.

## Exposições
A primeira pesquisa de museu de Walker, foi organizada em 2007, para o Walker Art Center em Minneapolis e que viajou para o Whitney Museum em Nova York, seguiu para o Hammer Museum em Los Angeles e encerrou no ARC/Musee d' Art Moderne de la ville de Paris, em Paris.

## Reconhecimento
Em 1997, Walker, que tinha 28 anos na época, foi uma das pessoas mais jovens a receber uma bolsa da MacArthur. Em 2007, Walker foi listada entre as 100 pessoas, artistas e animadores mais influentes do mundo pela revista Time, em uma citação escrita pela colega artista Barbara Kruger. Em 2012, foi eleita para a Academia Americana de Artes e Letras.  Foi eleita para a American Philosophical Society em 2018.
Em 2019, Walker foi eleita para a Royal Academy of Arts em Londres, como Honorary Royal Academician (HonRA).